# Dipterus
Dipterus es un género extinto de peces de la familia Dipteridae.

## Descripción
En la mayoría de los aspectos, Dipterus, que medía unos 35 cm (14 pulgadas) de longitud, se parecía mucho a los peces pulmonados modernos. Al igual que su ancestro Dipnorhynchus, contaba con placas similares a dientes en el paladar en lugar de dientes reales. Sin embargo, a diferencia de sus parientes modernos, en quienes las aletas dorsal, caudal y anal están fusionadas, las aletas de Dipterus seguían estando separadas.
También se han descrito muchas otras especies de Europa y América del Norte basándose en placas dentales aisladas, aunque debido a su naturaleza fragmentaria, su afinidad taxonómica exacta es incierta. El género fue establecido por Adam Sedgwick y Roderick Murchison en 1828. Fue uno de los primeros peces pulmonados descritos científicamente.

## Especies
- Ctenodus cristatus Agassiz 1838
- Ctenodus fossatus Cope 1877
- Ctenodus gurleyanus Cope 1877
- Ctenodus heterolophus Cope 1883
- Ctenodus interruptus Barkas 1869
- Ctenodus murchisoni Ward 1843
- Ctenodus tardus Fritsch 1889
- Ctenodus vabasensis Cope 1883
- Dipterus contraversus Hay 1899
- Dipterus crassus Gross 1933
- Dipterus macropterus Traquair 1888
- Dipterus serratus Eichwald 1844